# Großer Preis von Monaco 1996
Der Große Preis von Monaco 1996 (offiziell LIV Grand Prix Automobile de Monaco) fand am 19. Mai auf dem Circuit de Monaco in Monaco statt und war das sechste Rennen der Formel-1-Weltmeisterschaft 1996.

## Berichte

### Hintergrund
Nach dem Großen Preis von San Marino führte Damon Hill in der Fahrerwertung mit 21 Punkten vor Jacques Villeneuve und mit 27 Punkten vor Michael Schumacher. In der Konstrukteurswertung führte Williams-Renault mit 40 Punkten vor Ferrari und mit 47 Punkten vor Benetton-Renault.
Mit Schumacher (zweimal) trat ein ehemaliger Sieger zu diesem Grand Prix an.

### Training
Vor dem Rennen fanden zwei Trainingseinheiten statt: Die erste traditionell am Donnerstagmorgen und die zweite am Samstagmorgen.
Im freien Training am Donnerstag erzielte Mika Häkkinen vor Hill und seinem Teamkollegen David Coulthard die schnellste Runde.
Im freien Samstagstraining setzte sich Hill vor Coulthard und Schumacher an die Spitze des Feldes.

### Qualifying
Wie beim vorherigen Lauf sicherte sich Ferrari-Pilot Schumacher die Pole-Position. Von den Plätzen zwei und drei gingen Hill und Jean Alesi ins Rennen. Es kam zu einer kontroversen Situation zwischen Gerhard Berger, der auf seiner schnellen Runde war und Schumacher, als Berger nach dem Tunnel auf den langsam fahrenden Schumacher auflief. Berger drehte sich und fuhr rückwärts in die Schikane.

### Warm Up
Im Warm Up am Sonntagmorgen erzielte Olivier Panis die beste Rundenzeit vor Häkkinen und Schumacher. Andrea Montermini hatte einen Unfall, bei dem er seinen Forti-Ford so stark beschädigte, dass er nicht zum Rennen antreten konnte.
Nachdem es am Sonntagmittag zu Regenfällen gekommen war, wurde vor dem Rennen ein Zusatztraining unter nassen Bedingungen ausgetragen, bei dem Häkkinen vor Alesi und Rubens Barrichello die Spitzenposition einnahm.

### Rennen
Coulthard musste sich für dieses Rennen einen Helm von Schumacher leihen, da der eigene sich im Warm-Up mit Wasser vollgesogen hatte. Mit ebendiesem Helm war Schumacher beim Großen Preis von Brasilien gefahren und damit Dritter geworden.
Nachdem Montermini nicht am Rennen teilnehmen konnte, starteten 21 Piloten zum Großen Preis von Monaco. Hill startete besser als Schumacher und konnte in der Sainte Devote die Führung des Rennens übernehmen. Bereits in der ersten Kurve war das Rennen für drei weitere Piloten beendet: Jos Verstappen, der auf Slicks an den Start gegangen war, rutschte direkt in die Mauer und beide Minardi-Ford-Piloten gerieten ausgangs der ersten Kurve aneinander und schieden aus. Während Hill vorne weg fuhr, verlor Schumacher nach der Haarnadelkurve die Kontrolle über seinen Ferrari und schied aus. In der Rascasse drehte sich Barrichello, für den das Rennen damit beendet war. Nachdem auch Ukyō Katayama und Ricardo Rosset wegen eines Unfalls und Pedro Diniz mit einem Getriebeproblem ausgeschieden waren, fuhren nach fünf Runden nur noch 13 Piloten mit. An der Spitze öffnete sich eine signifikante Lücke zwischen den Führenden und dem viertplatzierten Eddie Irvine, hinter dem sich eine Schlange mit acht Autos bildete. Berger musste in der zehnten Runde mit Getriebeproblemen aufgeben und Heinz-Harald Frentzen fiel, nachdem er sich seinen Frontflügel bei einem Angriff auf Irvine beschädigt hatte, vor Luca Badoer auf den zweitletzten Platz zurück.
Nachdem in der 31. Runde Martin Brundle mit einem Dreher ausgeschieden war, war die Hälfte aller Piloten aus dem Rennen. Drei Runden später verlor Irvine nach einem Angriff von Panis die Kontrolle über sein Fahrzeug und blieb stecken. Mit Hilfe der Streckenposten konnte der Brite, der schon seine Sicherheitsgurte gelöst hatte, das Rennen wieder aufnehmen. In der Zwischenzeit hatte Hill die Führung kurzzeitig nach einem Boxenstopp, bei dem er auf Trockenreifen wechselte, an Alesi verloren. Eine Runde später konnte er den Franzosen überholen und die Führung erneut übernehmen. Nachdem Alesi, der noch auf Regenreifen unterwegs war, auch einen Boxenstopp absolviert hatte, gelang es Hill seine Führung auf rund 30 Sekunden auszubauen. In der 40. Runde war allerdings auch sein Rennen beendet, da er mit einem Getriebefehler ausgangs des Tunnels zum ersten Mal in dieser Saison aufgeben musste. Alesi, der zuvor den zweiten Platz belegt hatte, übernahm die Führung und behielt sie für 20 Runden, bis er mit einem Aufhängungsschaden aufgeben musste. Sein Landsmann Panis übernahm dadurch die Führung. Badoer, der schon einige Runden überrundet war, kollidierte in der Mirabeau mit Jacques Villeneuve, der den Italiener überrunden wollte. Für den Kanadier war das Rennen umgehend beendet. Badoer konnte zunächst noch weiterfahren, musste sein Auto anschließend aber mit Elektronikproblemen abstellen. Nach dem Rennen wurde Badoer für zwei Rennen gesperrt.
Panis führte das Rennen mit etwas Vorsprung auf Coulthard an. Zu diesem Zeitpunkt waren nur noch sieben Piloten im Rennen. Irvine erlebte ein ereignisreiches Rennen, das, nachdem er sich an der Stelle, wo sein Teamkollege Schumacher in die Mauer gefahren war, gedreht hatte, beendet war. Beim Versuch zurück auf die Strecke zu fahren traf er Mika Salo, der zuvor von Häkkinen getroffen worden war. Alle drei Piloten schieden aus, wurden allerdings, da sie genügend Runden absolviert hatten, gewertet. Frentzen, der auf dem dritten Platz lag, kollidierte in der vorletzten Runde mit seinem Teamkollegen Johnny Herbert und musste das Rennen an vierter Stelle an der Box aufgeben. Das Rennen ging nicht über die volle Distanz von 78 Runden, sondern wurde in der 75. Runde, nachdem das 2-Stunden-Zeitlimit erreicht worden war, abgewunken. Mit Panis, Coulthard und Herbert erreichten nur drei Piloten das Ziel. Insgesamt wurden sieben Piloten gewertet.
Das Rennen ging als das Rennen mit den wenigsten Piloten, die das Ziel erreichten, in die Geschichtsbücher ein. Panis gewann in einem Ligier JS43 den ersten und – wie sich später herausstellte – einzigen Grand Prix seiner Karriere. Zudem war es der letzte Sieg für das ab dem Folgejahr als Prost Grand Prix geführte Team.

## Meldeliste
| Team                        | Nr. | Fahrer                | Chassis        | Motor                 | Reifen |
| --------------------------- | --- | --------------------- | -------------- | --------------------- | ------ |
| Scuderia Ferrari SpA        | 01  | Michael Schumacher    | Ferrari F310   | Ferrari 3.0 V10       | G      |
| Scuderia Ferrari SpA        | 02  | Eddie Irvine          | Ferrari F310   | Ferrari 3.0 V10       | G      |
| Mild Seven Benetton Renault | 03  | Jean Alesi            | Benetton B196  | Renault 3.0 V10       | G      |
| Mild Seven Benetton Renault | 04  | Gerhard Berger        | Benetton B196  | Renault 3.0 V10       | G      |
| Rothmans Williams Renault   | 05  | Damon Hill            | Williams FW18  | Renault 3.0 V10       | G      |
| Rothmans Williams Renault   | 06  | Jacques Villeneuve    | Williams FW18  | Renault 3.0 V10       | G      |
| Marlboro McLaren Mercedes   | 07  | Mika Häkkinen         | McLaren MP4/11 | Mercedes-Benz 3.0 V10 | G      |
| Marlboro McLaren Mercedes   | 08  | David Coulthard       | McLaren MP4/11 | Mercedes-Benz 3.0 V10 | G      |
| Ligier Gauloises Blondes    | 09  | Olivier Panis         | Ligier JS43    | Mugen-Honda 3.0 V10   | G      |
| Ligier Gauloises Blondes    | 10  | Pedro Diniz           | Ligier JS43    | Mugen-Honda 3.0 V10   | G      |
| B&H Total Jordan Peugeot    | 11  | Rubens Barrichello    | Jordan 196     | Peugeot 3.0 V10       | G      |
| B&H Total Jordan Peugeot    | 12  | Martin Brundle        | Jordan 196     | Peugeot 3.0 V10       | G      |
| Red Bull Sauber Ford        | 14  | Johnny Herbert        | Sauber C15     | Ford Zetec-R 3.0 V10  | G      |
| Red Bull Sauber Ford        | 15  | Heinz-Harald Frentzen | Sauber C15     | Ford Zetec-R 3.0 V10  | G      |
| Footwork Hart               | 16  | Ricardo Rosset        | Footwork FA17  | Hart 3.0 V8           | G      |
| Footwork Hart               | 17  | Jos Verstappen        | Footwork FA17  | Hart 3.0 V8           | G      |
| Tyrrell Yamaha              | 18  | Ukyō Katayama         | Tyrrell 024    | Yamaha 3.0 V10        | G      |
| Tyrrell Yamaha              | 19  | Mika Salo             | Tyrrell 024    | Yamaha 3.0 V10        | G      |
| Minardi Team                | 20  | Pedro Lamy            | Minardi M195B  | Ford EDM 3.0 V8       | G      |
| Minardi Team                | 21  | Giancarlo Fisichella  | Minardi M195B  | Ford EDM 3.0 V8       | G      |
| Forti Grand Prix            | 22  | Luca Badoer           | Forti FG03     | Ford Zetec-R 3.0 V10  | G      |
| Forti Grand Prix            | 23  | Andrea Montermini     | Forti FG03     | Ford Zetec-R 3.0 V10  | G      |

## Klassifikationen

### Qualifying
| Pos. | Fahrer                | Konstrukteur     | Zeit     | Start |
| ---- | --------------------- | ---------------- | -------- | ----- |
| 01   | Michael Schumacher    | Ferrari          | 1:20,356 | 01    |
| 02   | Damon Hill            | Williams-Renault | 1:20,866 | 02    |
| 03   | Jean Alesi            | Benetton-Renault | 1:20,918 | 03    |
| 04   | Gerhard Berger        | Benetton-Renault | 1:21,067 | 04    |
| 05   | David Coulthard       | McLaren-Mercedes | 1:21,460 | 05    |
| 06   | Rubens Barrichello    | Jordan-Peugeot   | 1:21,504 | 06    |
| 07   | Eddie Irvine          | Ferrari          | 1:21,542 | 07    |
| 08   | Mika Häkkinen         | McLaren-Mercedes | 1:21,688 | 08    |
| 09   | Heinz-Harald Frentzen | Sauber-Ford      | 1:21,929 | 09    |
| 10   | Jacques Villeneuve    | Williams-Renault | 1:21,963 | 10    |
| 11   | Mika Salo             | Tyrrell-Yamaha   | 1:22,235 | 11    |
| 12   | Jos Verstappen        | Footwork-Hart    | 1:22,327 | 12    |
| 13   | Johnny Herbert        | Sauber-Ford      | 1:22,346 | 13    |
| 14   | Olivier Panis         | Ligier-Mugen     | 1:22,358 | 14    |
| 15   | Ukyō Katayama         | Tyrrell-Yamaha   | 1:22,460 | 15    |
| 16   | Martin Brundle        | Jordan-Peugeot   | 1:22,519 | 16    |
| 17   | Pedro Diniz           | Ligier-Mugen     | 1:22,682 | 17    |
| 18   | Giancarlo Fisichella  | Minardi-Ford     | 1:22,684 | 18    |
| 19   | Pedro Lamy            | Minardi-Ford     | 1:23,350 | 19    |
| 20   | Ricardo Rosset        | Footwork-Hart    | 1:24,976 | 20    |
| 21   | Luca Badoer           | Forti-Ford       | 1:25,059 | 21    |
| 22   | Andrea Montermini     | Forti-Ford       | 1:25,393 | 22    |

### Rennen
| Pos. | Fahrer                | Konstrukteur     | Runden | Stopps | Zeit        | Start | Schnellste Runde |
| ---- | --------------------- | ---------------- | ------ | ------ | ----------- | ----- | ---------------- |
| 01   | Olivier Panis         | Ligier-Mugen     | 75     | 1      | 2:00:45,629 | 14    | 1:25,581 (65.)   |
| 02   | David Coulthard       | McLaren-Mercedes | 75     | 1      | + 4,828     | 05    | 1:26,238 (68.)   |
| 03   | Johnny Herbert        | Sauber-Ford      | 75     | 1      | + 37,503    | 13    | 1:26,852 (68.)   |
| 04   | Heinz-Harald Frentzen | Sauber-Ford      | 74     | 3      | + 1 Runde   | 09    | 1:25,608 (66.)   |
| 05   | Mika Salo             | Tyrrell-Yamaha   | 70     | 1      | DNF         | 11    | 1:26,461 (68.)   |
| 06   | Mika Häkkinen         | McLaren-Mercedes | 70     | 1      | DNF         | 08    | 1:26,482 (69.)   |
| 07   | Eddie Irvine          | Ferrari          | 68     | 3      | DNF         | 07    | 1:26,120 (48.)   |
| –    | Jacques Villeneuve    | Williams-Renault | 66     | 1      | DNF         | 10    | 1:26,682 (65.)   |
| –    | Jean Alesi            | Benetton-Renault | 60     | 3      | DNF         | 03    | 1:25,205 (59.)   |
| –    | Luca Badoer           | Forti-Ford       | 60     | 1      | DNF         | 21    | 1:33,305 (45.)   |
| –    | Damon Hill            | Williams-Renault | 40     | 1      | DNF         | 02    | 1:28,523 (40.)   |
| –    | Martin Brundle        | Jordan-Peugeot   | 30     | 1      | DNF         | 16    | 1:35,477 (30.)   |
| –    | Gerhard Berger        | Benetton-Renault | 9      | 0      | DNF         | 04    | 1:49,966 (08.)   |
| –    | Pedro Diniz           | Ligier-Mugen     | 5      | 0      | DNF         | 17    | 1:53,469 (05.)   |
| –    | Ricardo Rosset        | Footwork-Hart    | 3      | 0      | DNF         | 20    | 1:58,465 (03.)   |
| –    | Ukyō Katayama         | Tyrrell-Yamaha   | 2      | 0      | DNF         | 15    | 1:55,722 (02.)   |
| –    | Michael Schumacher    | Ferrari          | 0      | 0      | DNF         | 01    | –                |
| –    | Rubens Barrichello    | Jordan-Peugeot   | 0      | 0      | DNF         | 06    | –                |
| –    | Jos Verstappen        | Footwork-Hart    | 0      | 0      | DNF         | 12    | –                |
| –    | Giancarlo Fisichella  | Minardi-Ford     | 0      | 0      | DNF         | 18    | –                |
| –    | Pedro Lamy            | Minardi-Ford     | 0      | 0      | DNF         | 19    | –                |
| DNS  | Andrea Montermini     | Forti-Ford       | –      | –      | –           | 22    | –                |

Anmerkungen
1. ↑  Montermini konnte aufgrund eines Unfalls im Warm-Up nicht am Rennen teilnehmen.

## WM-Stände nach dem Rennen
Die ersten sechs des Rennens bekamen 10, 6, 4, 3, 2 bzw. 1 Punkt(e).

### Fahrerwertung
| Pos. | Fahrer             | Konstrukteur     | Punkte |
| ---- | ------------------ | ---------------- | ------ |
| 01   | Damon Hill         | Williams-Renault | 43     |
| 02   | Jacques Villeneuve | Williams-Renault | 22     |
| 03   | Michael Schumacher | Ferrari          | 16     |
| 04   | Olivier Panis      | Ligier-Mugen     | 11     |
| 05   | Jean Alesi         | Benetton-Renault | 11     |
| 06   | David Coulthard    | McLaren-Mercedes | 10     |
| 07   | Eddie Irvine       | Ferrari          | 9      |
| 08   | Gerhard Berger     | Benetton-Renault | 7      |
| 09   | Rubens Barrichello | Jordan-Peugeot   | 7      |
| 10   | Mika Häkkinen      | McLaren-Mercedes | 6      |
| 11   | Mika Salo          | Tyrrell-Yamaha   | 5      |
| 12   | Johnny Herbert     | Sauber-Ford      | 4      |

| Pos. | Fahrer                | Konstrukteur   | Punkte |
| ---- | --------------------- | -------------- | ------ |
| 13   | Heinz-Harald Frentzen | Sauber-Ford    | 3      |
| 14   | Martin Brundle        | Jordan-Peugeot | 1      |
| 15   | Jos Verstappen        | Footwork-Hart  | 1      |
| 16   | Pedro Diniz           | Ligier-Mugen   | 0      |
| 17   | Pedro Lamy            | Minardi-Ford   | 0      |
| 18   | Ricardo Rosset        | Footwork-Hart  | 0      |
| 19   | Ukyō Katayama         | Tyrrell-Yamaha | 0      |
| 20   | Luca Badoer           | Forti-Ford     | 0      |
| 21   | Andrea Montermini     | Forti-Ford     | 0      |
| 22   | Giancarlo Fisichella  | Minardi-Ford   | 0      |
| –    | Tarso Marques         | Minardi-Ford   | 0      |

### Konstrukteurswertung
| Pos. | Konstrukteur     | Punkte |
| ---- | ---------------- | ------ |
| 01   | Williams-Renault | 65     |
| 02   | Ferrari          | 25     |
| 03   | Benetton-Renault | 18     |
| 04   | McLaren-Mercedes | 16     |
| 05   | Ligier-Mugen     | 11     |
| 06   | Jordan-Peugeot   | 8      |

| Pos. | Konstrukteur   | Punkte |
| ---- | -------------- | ------ |
| 07   | Sauber-Ford    | 7      |
| 08   | Tyrrell-Yamaha | 5      |
| 09   | Footwork-Hart  | 1      |
| 10   | Minardi-Ford   | 0      |
| 11   | Forti-Ford     | 0      |